# سید محمد طاهرپور
سید محمد طاهرپور (زادهٔ اسفند ۱۲۹۰ – درگذشتهٔ ۱۷ آذر ۱۳۸۳) خوانندهٔ مکتب آواز اصفهان بود.

## زندگی و فعالیت حرفه‌ای
طاهرپور در خانواده‌ای اهل موسیقی در اصفهان متولد شد. نام‌خانوادگی ایشان برگرفته از نام پدربرزگ او، سید طاهر، است. سید طاهر تویسرکانی، از روحانیون همدان بوده که به اصفهان مهاجرت کرد و به مدرسهٔ علمیهٔ صدر اصفهانی رفت. از او به عنوان یکی از خوش‌صوت‌ترین وعّاظ زمان خود یاد می‌کنند. سید طاهر چهار پسر به نام‌های محمدعلی (پدر طاهرپور)، حسین (سید حسین طاهرزاده)، عباس و حسن داشت.
وی فراگیری آواز را نزد پدر خود محمدعلی شروع کرد و پس از آن از سید عبدالرحیم اصفهانی تعلیم گرفت. اما او خود را شاگرد سید عبدالحسن صدر اصفهانی، از وعّاظ مشهور اصفهان در سدهٔ چهاردهم هجری، می‌دانست. اگرچه سیدحسین طاهرزاده عموی ایشان بوده، اما طاهرپور از ایشان به طور مستقیم تعلیم آواز نگرفت؛ احتمالاً تفاوت مکانی یکی از دلایل عدم مراودهٔ موسیقایی بین این دو باشد، چراکه سید حسین طاهرزاده در تهران اقامت داشت و برادرزاده‌اش طاهرپور ساکن اصفهان بود.

### علاقه‌مندی به موسیقی
طاهرپور دربارهٔ نخستین انگیزه‌های گرایش به موسیقی می‌گویدː
به خاطر می‌آورم که جنگ جهانی اول رو به پایان بود و هنوز من به مدرسه و مکتب نرفته بودم که در سحرگاه از فصل بهار، صدای مناجاتی توجه من را به خود جلب کرد. اگر بگویم همین واقعه به تنهایی من را عاشق موسیقی کرد به گزاف نگفته‌ام.

### درک محضر سید عبدالحسین صدر اصفهانی
طاهرپور استاد اصلی خود را عبدالحسین صدر معرفی می‌کرد و از این رو او را راوی شیوهٔ آوازی صدر اصفهانی می‌دانند. وی آشنایی خود با صدر اصفهانی را محصول یک اتفاق می‌داند. طاهرپور در این باره می‌گویدː
روزی در پس‌قلعهٔ تهران [حدوداً در ۱۳۰۵] آواز می‌خواندم. کسی آمد و پرسیدː شما بودید می‌خواندید؟ گفتمː بله. گفتː آقای صدر با شما کار دارند. من هم خوشحال شدم. صدر آن موقع خوانندهٔ شناخته‌شده‌ای بود. خلاصه، آقا من را برد به باغی در همان نزدیکی. صدر آنجا بود. به من تکلیف کرد چیزی بخوانم. من هم قطعه‌ای در افشاری خواندم. مرحوم صدر به شوق آمد و در پی من عراقِ آن افشاری را با شعری از حافظ خواندː برقی از از خیمهٔ لیلی بدرخشید سحر / وه که با خرمن مجنون دل‌افگار چه کرد.
ایشان ویژگی اصلی آواز صدر را ادای کامل شعر و تلفّظ صحیح کلمه می‌دانست.

### نخستین اجرای رسمی موسیقی
نخستین اجرای موسیقی او در قالب کنسرت توسط ادارهٔ فرهنگ و هنر اصفهان و با همراهی عبدالحسین برازنده نوازندهٔ تار برگزار شد. بهانهٔ این اجرا، سخنرانی عبدالحسین شیخ‌الملک اورنگ در شهر اصفهان بود. این اجرا در رسانه‌های آن روز بازتاب یافت و ادارهٔ فرهنگ و هنر نیز برای این اجرا از طاهرپور تقدیر کرد.

### ناکامی از ورود به رادیو تهران
بعد از اجرای موفق طاهرپور در اصفهان و دریافت تقدیرنامه از ادارهٔ فرهنگ و هنر، وی حدوداً در سال ۱۳۳۰ برای اجرا در رادیو به تهران رفت. در آن زمان تصمیم‌گیرانِ اجرای موسیقی در رادیو ابوالحسن صبا، حبیب‌الله مشیرهمایون شهردار و سید حسین طاهرزاده بودند. عموی ایشان، طاهرزده، اجازهٔ خواندن به برادرزادهٔ خود نداد و او را به تکمیل آموزه‌های آوازی خود رهنمود کرد. ایشان نیز، ناکام از ورود به رادیو، به اصفهان بازگشت. این رخداد موجب شد که طاهرپور هیچ‌گاه به جرگهٔ موسیقی‌دانان و هنرمندان رسمی رادیو تهران نپیوندد و آوازهای او منحصر به محافل خصوصی باقی بماند.

### بازگشت به اصفهان
وی پس از بازگشت به اصفهان به استخدام بانک ملی درآمد و تا پایان عمر در این شهر ماند.

### مرگ
طاهرپور در ۱۷ آذر ۱۳۸۳ به علت کهولت سن درگذشت و در قطعهٔ هنرمندان باغ رضوان اصفهان به خاک سپرده شد.

## شیوهٔ آوازی
طاهرپور معتقد بود شروعِ آواز در آوازخوانی بسیار مهم است. همچنین تکرار عبارات، کلمات و ادات تحریر موجب زیبایی آواز می‌شود. وی به تحریر در محلّ مناسب خود توجه داشت و می‌گفت «تحریر نباید از سه کمتر و از پنج بیشتر باشد». طاهرپور به لزوم هماهنگی کلام و آواز تأکید داشت و نقل می‌کرد که تمام این کیفیات آوازی در آواز صدر اصفهانی موجود بود.
آواز طاهرپور علاوه بر شیوهٔ صدر، از شیوهٔ آوازی سید رحیم، میرزا حسین ساعت‌ساز، عموی خود طاهرزاده، حبیب شاطرحاجی و تاج اصفهانی نیز متأثر است.

## اجراها
عمدهٔ اجراهای به جا مانده از طاهرپور منحصر به ضبط‌های خصوصی با همراهی نوازندگانی نظیر حسن کسایی (نی و سه‌تار)، جلیل شهناز (تار)، منوچهر سلطانی (ویولن)، سعادت‌الله نورده (ویولن) و محسن نقوی (سنتور) است. وی با محمدرضا لطفی نیز اجرایی داشته است.

## نظر دیگران دربارهٔ او
حسین عمومی نقل می‌کند که روزی تاج اصفهانی آواز طاهرپور را می‌شنود و می‌گوید «من ۶۰ سال است که می‌خوانم اما به گرمی آقا محمد نمی‌خوانم». عمومی در مصاحبه‌ها و سخنرانی‌ها خود از طاهرپور به عنوان «بزرگ‌ترین خوانندهٔ تاریخ ایران» یاد کرده و وی را «مجتهد اعلم و افضل در موسیقی» می‌دانست.
مجتبی مینوی نیز از دوستداران هنر طاهرپور بود. زمانی که رضا ارحام صدر ریاست رادیو اصفهان را به عهده داشت، طاهرپور به دعوت او در رادیو غزلی از الفت می‌خواند. مینوی این اجرا را می‌شنود و نامه‌ای به رادیو اصفهان می‌نویسد و در آن از حُسن انتخاب شعر و نحوهٔ ادای کلمات طاهرپور تقدیر می‌کند. وی همچنین رونوشتی از این نامه به بانک، محل خدمت طاهرپور، می‌فرستد.

## شاگردان
از شاگردان وی یا کسانی که مستقیماً محضر او را درک کرده‌اند به محمدرضا شجریان، علی‌اصغر شاهزیدی و علیرضا افتخاری اشاره شده است.

## آثار منتشرشده
- آلبوم موسیقی ناشنیده‌ها شامل اجراهای خصوصی از طاهرپور در همایون، سه‌گاه و بیات ترک
- کتاب نگاهی به زندگی، آثار و آرای هنری زنده‌یاد استاد محمد طاهرپور همراه با نسخه صوتی به کوشش نوید نوروزی، سازمان رفاهی و تفریحی شهرداری اصفهان (۱۴۰۳)[۵]

## پیوند‌ها به بیرون
- آیین بزرگداشت «استاد طاهر پور» از مفاخر آواز ایران در اصفهان برگزار شد.
- استاد مصطفی محبی‌زاده و یک سینه خاطره از موسیقی ایرانی